# Leucolia
Leucolia är ett släkte med fåglar i familjen kolibrier. Släktet omfattar två till tre arter, förekommande i Mexiko och en art in i sydvästra USA:
- Violettkronad smaragd (L. violiceps)
- Grönpannad smaragd (L. viridifrons)
- Brunsidig smaragd (L. wagneri) – behandlas ofta som underart till viridifrons[2]

Arterna placeras traditionellt i släktet Amazilia, men genetiska studier visar att dessa två eller tre arter utgör en egen utvecklingslinje.